# 산동 물장수
"산동 물장수"는 한국에서 제작된 김선경 감독의 1982년 영화이다. 채은희 등이 주연으로 출연하였고 김인동 등이 제작에 참여하였다.

## 출연

### 주연
- 채은희
- 김영일
- 이재영

## 기타
- 조명: 박삼조
- 녹음: 손인호